# Christer Kihlman
Christer Alfred Kihlman, född 14 juni 1930 i Helsingfors, Finland, död 8 mars 2021 i Helsingfors, var en finlandssvensk författare och litteraturkritiker.

## Biografi
Christer Kihlman var son till Bertel Kihlman, sonson till Lorenzo Kihlman (1861–1949) och sonsonson till Alfred Kihlman. Han debuterade 1951 som lyriker, men övergick 1960 till prosa med den uppmärksammade romanen Se upp Salige!, som utspelar sig i den fiktiva småstaden Lexå (ett lätt maskerat Borgå, där han bodde då), fylld av instängdhet och provinsialism. Med Den blå modern inledde han en serie om spända familjeförhållanden och människosjälens avgrunder, som kulminerade i de prisade romanerna Dyre prins och Gerdt Bladhs undergång. Kihlman introducerade en högst personlig och samtidigt universell "bekännelseprosa" i den finlandssvenska litteraturen med boken Människan som skalv, 1971.
Christer Kihlmans produktion var sedan slutet av 1980-talet mycket sporadisk på grund av ihärdig skrivkramp, men efter 2000 började han återigen delta i samhällsdebatten med sporadiska tidningsartiklar och enstaka föredrag. Från 1993 till 2017 var han och hustrun Selinda Kihlman bosatta i Diktarhemmet i Borgå, som varit en hedersbostad för finlandssvenska författare sedan 1921.
Hans böcker har översatts till finska, danska, engelska, estniska, norska, ryska, tjeckiska och tyska.
Vid sidan av sitt författarskap har Christer Kihlman under vissa perioder arbetat som bibliotekarie och journalist. Han var chefredaktör för tidskriften Arena 1951–1954, litteraturkritiker på Nya Pressen 1952–1960, och har skrivit artiklar och kolumner i Helsingin Sanomat, Dagens Nyheter och Ny Tid.
Han innehade titeln konstnärsprofessor åren 1975–1980, och hans författarskap har belönats med bl.a. Litteraturfrämjandets stora romanpris 1972, finländska Statens litteraturpris 1976, Tack för boken-medaljen 1976, Svenska litteratursällskapets pris år 1976 och 1983, Svenska Akademiens Finlandspris 1976, Längmanska kulturfondens pris 1986, Tollanderska priset 1988 och Artium Cultori–priset 2000. År 2017 donerade Kihlman sitt arkiv till Svenska Litteratursällskapet i Finland där det finns tillgängligt för forskning.

## Priser och utmärkelser
- 1961 – Albert Bonniers stipendiefond för yngre och nyare författare
- 1964 – Finländska statens litteraturpris
- 1966 – Tollanderska priset
- 1970 – Finländska statens litteraturpris
- 1972 – Litteraturfrämjandets stora romanpris
- 1972 – Tack för boken-medaljen
- 1976 – Svenska Akademiens Finlandspris
- 1976 – Finländska statens litteraturpris
- 1976 – Svenska litteratursällskapet i Finlands pris
- 1976 – Tack för boken-medaljen
- 1983 – Svenska litteratursällskapet i Finland|s pris
- 1986 – Längmanska kulturfondens pris
- 1988 – Tollanderska priset
- 2000 – Artium Cultori–priset
- 2003 – Pro Finlandia-medaljen[5]